# SuperBrawl IX
SuperBrawl IX si svolse il 21 febbraio 1999 presso l'Oakland Arena di Oakland, California. Si trattò della nona edizione dell'evento di wrestling in pay-per-view della serie SuperBrawl prodotto dalla World Championship Wrestling.
Il main event dello show fu l'incontro tra Hollywood Hogan e Ric Flair con in palio il WCW World Heavyweight Championship.

## Evento
L'incontro di coppia Barry Windham & Curt Hennig contro Chris Benoit & Dean Malenko era la finale di un torneo double-elimination. Entrando nel match, Benoit & Malenko avevano già perso una volta in precedenza, mentre invece Windham & Hennig erano imbattuti.
Kevin Nash schienò Rey Misterio Jr. dopo una "Outsider's Edge" da parte di Scott Hall. Come risultato della stipulazione del match, Misterio fu costretto a togliersi la maschera in pubblico; se invece avessero vinto Konnan & Misterio, Miss Elizabeth sarebbe stata rapata a zero. Il match avrebbe dovuto avere Lex Luger come partner di coppia di Kevin Nash contro Misterio & Konnan, ma Luger si infortunò a un bicipite per colpia di Misterio tre giorni prima dell'incontro a WCW Thunder, e fu immediatamente sostituito da Scott Hall.
Hollywood Hogan schienò Ric Flair dopo che David Flair effettuò un turn heel tradendo il padre e lo stordì con un taser, per poi unirsi alla stable nWo Elite.

## Risultati
| N. | Match | Stipulazione                                                   | Durata |
| -- | --- | -------------------------------------------------------------- | ------ |
| 1  | Booker T sconfigge Disco Inferno                                                                               | Single match                                                   | 09:19  |
| 2  | Chris Jericho (con Ralphus) sconfigge Perry Saturn per conteggio fuori dal ring                                | Single match                                                   | 11:17  |
| 3  | Billy Kidman (c) sconfigge Chavo Guerrero Jr.                                                                  | Single match per il WCW Cruiserweight Championship             | 08:26  |
| 4  | Curt Hennig & Barry Windham sconfiggono Chris Benoit & Dean Malenko                                            | Tag team match per il vacante WCW World Tag Team Championship  | 20:36  |
| 5  | The Outsiders (Kevin Nash & Scott Hall) (con Lex Luger & Miss Elizabeth) sconfiggono Konnan & Rey Misterio Jr. | Hair vs. Mask match                                            | 11:00  |
| 6  | Scott Steiner (c) sconfigge Diamond Dallas Page per knockout tecnico                                           | Single match per il WCW World Television Championship          | 13:53  |
| 7  | Scott Hall (con Disco Inferno) sconfigge Roddy Piper (c)                                                       | Single match per il WCW United States Heavyweight Championship | 08:19  |
| 8  | Goldberg sconfigge Bam Bam Bigelow                                                                             | Single match                                                   | 11:39  |
| 9  | Hollywood Hogan (c) sconfigge Ric Flair                                                                        | Single match per il WCW World Heavyweight Championship         | 12:53  |